# Altenahr
Altenahr är en kommun och ort i Landkreis Ahrweiler i förbundslandet Rheinland-Pfalz i Tyskland.
Kommunen ingår i kommunalförbundet Verbandsgemeinde Altenahr tillsammans med ytterligare 11 kommuner.